# Marie-Véra Maixandeau
Marie-Véra Maixandeau, née le 20 septembre 1929 à Monte Carlo et morte le 11 juillet 2018 dans le 9e arrondissement de Paris, est une compositrice et organiste française. Elle est enterrée au cimetière du Père-Lachaise.

## Biographie

### Enfance
Marie-Véra est la dernière d'une famille de 5 enfants, fille d'Aurélien Maixandeau (1895-1978), polytechnicien et directeur de la société Maixandeau, Goyet et Cie, et de Marie-Madeleine Bricogne (1895-1981).
Huit jours après sa naissance, alors qu'elle montre des signes d'infection aux yeux, un collyre mal dosé et mal posé lui brûle la cornée. Elle subira une greffe de la cornée opérée par le professeur Paufique, à Lyon ; opération réussie mais qui laissera à Marie-Véra deux petites tâches aux cristallins juste dans l'axe optique. Cela fera d'elle une amblyope (mal voyante) et contribuera à développer non seulement un sens poussé de la musique mais également une mémoire phénoménale.
Elle apprend l'orgue, le contrepoint et l'harmonie avec Émile Bourdon, titulaire de l'orgue de la cathédrale de Monaco, et Alfredo Wyld. Dès 12 ans, elle compose et se produit (au piano) dans des concerts, et est considérée par ses professeurs et les critiques de l'époque comme une enfant très douée, en particulier pour la composition. Confiant en ses capacités (en souvenir de celle qu'il considérait comme sa meilleure élève, il lui dédicacera son Final en Ré) son maître Emile Bourdon a veillé à lui présenter Marcel Dupré et André Marchal, organistes à qui elle rend visite à Paris en Mars 1944, âgée de 14 ans, à l'orgue de St Sulpice pour le premier, et de St Germain des Prés pour le second. 
À 16 ans, elle est envoyée à Paris pour intégrer le conservatoire national de Paris où elle étudiera d'octobre 1945 à juin 1951, dans la classe de Jean Gallon, Noël Gallon, Tony Aubin ou encore Olivier Messiaen. Elle obtiendra en 1951 le 1er prix de composition pour son concerto pour piano et orchestre, dans la classe de Tony Aubin.

### L'apogée
Les années 1950 sont pour Marie-Véra Maixandeau une période productive en termes de composition et représentation.
Au tout début de l’année 1951, elle présente le concours d’essai du Grand Prix de Rome de composition musicale et compose une fugue puis une œuvre intitulée Le Matin sur des extraits du poème de Théophile de Viau. C'est également en 1951 qu'elle compose un ballet sur un argument en 3 tableaux : Boulogne sur scène (ou Boulogne sur Seine), ballet dansé à l'opéra de Monte Carlo le 26 avril 1952 en présence du prince Pierre de Monaco et qui a obtenu le prix SOGEDA (Société monégasque de gestion des droits d'Auteurs) en janvier 1952.
Cette même année, l'Académie des beaux-arts décerne à Marie-Véra le prix Rossini, doté de 15 000 francs, pour sa composition lyrique sur un poème de Charles Clerc, L'Infernale Chevauchée. C’est aussi en 1952 qu’elle compose Les Roulottes, qu’elle publie sous le pseudonyme d’Édith Stevel, aux éditions Enoch & Cie, chanson qui sera interprétée par Juliette Gréco. Le 13 décembre 1952, Marie-Véra remporte le prix-référendum des concerts Pasdeloup et entre de ce fait au répertoire de l'orchestre.
En 1953 elle est sollicitée par le conservatoire pour composer ce qui servira d’épreuve au concours pour les futurs élèves du CNSM : elle compose un Lied et Rondo pour Basson et Piano, paru aux éditions Leduc. En 1955 ou 56, elle compose sa première Sonate pour piano qu'elle interprétera elle-même, en première audition à la Société Nationale de Musique le 16/03/1956,.
Cette période féconde lui vaut d’être également jouée, le 23 avril 1959 dans la prestigieuse salle Garnier de l'Opéra de Monte-Carlo, sous la direction de Louis Frémaux. C’est également en 1959 que lui est décerné, pour la seconde fois, le prix Rossini, de l’Académie des beaux-arts, pour son Stabat Mater. Prix, cette fois, doté de 50 000 francs.

## Vie spirituelle et enseignement
En 1957, à 28 ans, Marie-Véra découvre sa vocation. Elle postule alors pour entrer au couvent de Notre-Dame de Vie à Venasque, mais en ressort quelque temps plus tard. Elle va régulièrement en retraite à Notre-Dame du Laus ou au couvent d’Évry Petit-Bourg, chez les religieuses de Notre-Dame de Sion, puis s'engage auprès des Auxiliaires du Cœur de Jésus. Elle s'inscrit dans le courant du renouveau charismatique. Au début des années 1980, elle devient vierge consacrée.
Dès les années 1960 elle enseigne à l'Institut National des Jeunes Aveugles, à Paris, comme professeur de piano et de solfège.
Elle effectue régulièrement des remplacements d'organistes, notamment à l'église Saint-Vincent-de-Paul de Paris ou à la cathédrale de Monaco, où elle remplace maître Bourdon. Elle termine sa vie titulaire de la chapelle de l'hôpital Lariboisière.

## Prix et récompenses
Titres comme élève du conservatoire
- 1947 : 1er prix d'harmonie
- 1948 : prix de contrepoint (2e médaille)
- 1950 : 2e prix de fugue
- 1951 : 1er prix de composition

Titres comme compositeur
- 1952 : Prix Rossini (Académie des Beaux-Arts), Cantate, L’infernale Chevauchée
- 1952 : Prix SOGEDA (Monaco), Ballet - Boulogne sur Scène
- 1952 : Prix-referendum des concerts Pasdeloup
- 1959 : Prix Rossini (Académie des Beaux-Arts), Stabat Mater

## Compositions
- 1951 : Concerto pour piano et orchestre (1er prix de composition au CNSMP)
- 1951 : Fugue composée pour le prix de Rome
- 1951 : Le matin composé pour le prix de Rome, pour chœur et orchestre
- 1951 : Boulogne sur Scène, musique de ballet, suite symphonique, joué au casino de Monte Carlo
- 1952 : L'infernale chevauchée (Prix Rossini)
- 1952 : Quintette pour clarinette et quatuor à cordes
- 1952 : Les Roulottes (écrit sous le pseudonyme d'Edith Stevel, interprétée par Juliette Greco)
- 1953 : Lied et Rondo pour basson et piano, pour le Concours du Conservatoire National Supérieur de Musique de Paris
- 1955 : Psaume et/ou cantique, paru dans Cinquante-trois psaumes et quatre cantiques
- 1955/1956 : Sonate pour piano, jouée en 1e audition à la Société Nationale de Musique
- 1959 : Stabat Mater (Prix Rossini, 1959)
- 1959 : Quatre Offrandes Symphoniques, incluant Oraisons, Jeu de Palmes (jouée Salle Garnier, Casino de Monte Carlo)
- vers 1960 : Le poète et le Bouc, récit radiophonique sur un texte de José Joubert
- 1965 : Sonate no 2 pour piano